# Artsvaberd
Artsvaberd là một đô thị thuộc tỉnh Tavush, Armenia. Dân số ước tính năm 2011 là 3259 người.